# کریسی او مونت
کریسی او مونت (به فرانسوی: Crécy-au-Mont) یک کمون (فرانسه) در فرانسه است که در ان (ا-دو-فرانس) واقع شده‌است. کریسی او مونت ۱۱٫۸۳ کیلومتر مربع مساحت دارد ۱۳۶ متر بالاتر از سطح دریا واقع شده‌است.